# Luculai (Ort)
Luculai ist ein osttimoresischer Ort im Suco Luculai (Verwaltungsamt Liquiçá, Gemeinde Liquiçá).

## Geographie und Einrichtungen
Das Dorf Luculai liegt im Süden der Aldeia Metagou in einer Meereshöhe von 936 m auf einem Berg. Nördlich befindet sich das Tal des Caray, eines Quellflusses des Gularkoo. Eine Straße führt durch das Tal zum Dorf Metagou (Ort, Luculai) und nach Süden nach Natarae.
In Luculai befindet sich der Sitz des Sucos und die Grundschule Escola Primaria Luculai.